# Ozarba apicalis
Ozarba apicalis là một loài bướm đêm trong họ Noctuidae.